# O Portalet dera Nieu
O Portalet lub O Portalet dera Nieu – przełęcz w Pirenejach Centralnych położona na wysokości 1794 m. n.p.m. na granicy hiszpańsko-francuskiej. Po stronie hiszpańskiej znajduje się opuszczona miejscowość o tej samej nazwie. Administracyjnie leży w gminie Sallent de Gállego, w comarce Alto Gállego, w prowincji Huesca, w Aragonii. Przełęcz leży 110 km od miasta Huesca i łączy Sallent de Gállego w dolinie Tena po hiszpańskiej stronie z miejscowością Laruns w dolinie Ossau po stronie francuskiej.
Według danych INE z 1999 roku miejscowości nie zamieszkiwała żadna osoba. Wysokość bezwzględna miejscowości jest równa 2000 metrów.